# Championnat du Maroc de football de quatrième division 2024-2025
La saison 2024-2025 du Championnat du Maroc de football D4 est une compétition marocaine de football qui est l'équivalent de la 4e division derrière la Botola Pro1. 
Le championnant Amateurs I,  oppose trente deux clubs marocains répartis en deux groupes de seize clubs, en une série de trente rencontres jouées durant la saison de football entre le 27 octobre 2024 et fin mai 2025.

## Saison 2024-2025

### Groupe Nord[1]
| Club                          | Ville            | Stade           |
| ----------------------------- | ---------------- | --------------- |
| Fath Wislan Meknes            | Meknès           |                 |
| ESP Renaissance de Berkane    | Berkane          |                 |
| Union Sidi Kacem              | Sidi Kacem       |                 |
| Wafaa Riadi Fassi             | Fès              |                 |
| Étoile sportive de Casablanca | Casablanca       |                 |
| Amal Club de Belksiri         | Machraa Belksiri |                 |
| Wafaa Wydad Casablanca        | Casablanca       |                 |
| Fath Casablanca               | Casablanca       |                 |
| Wafa Sportif Driouch          | Driouch          |                 |
| Qods Taza                     | Taza             |                 |
| ASOFP                         | Casablanca       | Stade Ain Borja |
| AJS                           | Casablanca       | Stade Tessima   |
| Difaa Hamrya de Khénifra      | Khénifra         |                 |
| Hilal Nador                   | Nador            |                 |
| Ajax Tanger                   | Tanger           |                 |
| Tihad Casablanca              | Casablanca       |                 |

### Groupe Sud
| Club                         | Ville | Stade |
| ---------------------------- | ----- | ----- |
| USM Aït Melloul              |       |       |
| Olympique Marrakech          |       |       |
| Hilal Tarrast                |       |       |
| Noujoum Aousra               |       |       |
| Mouloudia Assa               |       |       |
| Mouloudia Laâyoune           |       |       |
| Club Chabab Houara           |       |       |
| Amal Souk Sebt               |       |       |
| Adrar Union Athlétique Souss |       |       |
| Club Municipal Raja Agadir   |       |       |
| Club Mostakbal Almarsaa      |       |       |
| Mouloudia Club de Marrakech  |       |       |
| AS Mouloudia Tarfaia         |       |       |
| AJS Boujdour                 |       |       |
| ASH Trast Inzgan             |       |       |
| Amal Tiznit                  |       |       |